# Почётные граждане Ханты-Мансийска

Почётные граждане Ханты-Мансийска — почётное звание, учреждённое в России для присуждения жителям Ханты-Мансийска, внёсших особый вклад в жизнь города.

## История звания
Звание начали присваивать с 1972 года. Первыми «Почётными гражданами города Ханты-Мансийска» стали Клавдия Доронина и Константин Пакин. Решение о присвоении звания принимал городской исполнительный комитет Совета народных депутатов. С 1988 года эти полномочия перешли городскому Совету народных депутатов, а далее Думе города.
27 апреля 1992 года решением малого Совета городского Совета народных депутатов утвердили «Положение о присвоении звания „Почётный гражданин города Ханты-Мансийска“».
5 июня 2000 года Дума города приняла новое положение, согласно которому звание назвали иначе — «Почётный житель города Ханты-Мансийска».

## Награждённые
Список почётных граждан на 4 июня 2022 года:
1. Анисимов Валерий Филиппович — заслуженный деятель в области образовательной и правозащитной деятельности. Почётный гражданин с 31 мая 2018 года[3];
2. Барышников Алексей Егорович — депутат Думы города Ханты-Мансийска. Почётный гражданин с 28 января 2022 года[4];
3. Башмаков Виктор Яковлевич — ветеран Великой Отечественной войны. Почётный гражданин с 28 апреля 2000 года[5];
4. Бондарев Николай Петрович — заслуженный работник физической культуры Российской Федерации. Почётный гражданин с 2 июня 2014 года[6];
5. Бугрова Мария Николаевна — педагог. Почётный гражданин с 8 июня 1988 года[7];
6. Вайсбурт Александр Михайлович — заслуженный деятель в области градостроительства и архитектуры. Почётный гражданин с 22 декабря 2017 года[8];
7. Вергунов Геннадий Николаевич — заслуженный связист СССР. Почётный гражданин с 8 июня 1988 года[9];
8. Гаврилов Владимир Витальевич — самодеятельный художник. Почётный гражданин с 10 сентября 1997 года[10];
9. Дементьев Евгений Александрович — чемпион зимних Олимпийских игр 2006 года по лыжным гонкам. Почётный гражданин с 28 августа 2007 года[11];
10. Дернова Мария Владимировна — учитель русского языка и литературы средней школы № 1 имени Созонова Юрия Георгиевича. Почётный гражданин с 30 апреля 2021 года[12];
11. Доронина Клавдия Петровна — участница сражений по признанию Обского Севера советским, а также ставшая первым «Почётным жителем города Ханты-Мансийска»[13];
12. Западнова Наталья Леонидовна — депутатша Думы Ханты-Мансийского автономного округа-Югры (двух созывов)[14];
13. Кауртаев Григорий Тимофеевич — директор автошколы РОСТО (ДОСААФ)[15];
14. Кашкаров Юрий Федорович — спортсмен, биатлонист, олимпийский чемпион 1984 года в эстафете 4х7,5 км (с Д. Васильевым, А. Шалной и С. Булыгиным), многократный чемпион мира в эстафете 4х7,5км (1983, 1985, 1986), в индивидуальной гонке на 20 км (1985) и в командной гонке на 10 км (1989). Чемпион СССР 1986 в гонке на 20 км, 1987 в гонке на 10 км и в гонке патрулей на 25 км.[16];
15. Конькова Анна Митрофановна — мансийская сказительница[17];
16. Корепанова Анна Васильевна — агроном;
17. Костерин Николай Константинович — водитель;
18. Кузовников Алексей Михеевич — врач[18];
19. Кушников Анатолий Иванович — экономист;
20. Мизгулин Дмитрий Александрович — работник банка «Открытие»;
21. Мишагин Константин Лукич — строитель;
22. Мотошин Николай Сидорович — директор школы;
23. Пакин Константин Евлампиевич — политик;
24. Панкина Зоя Константиновна — связист;
25. Панова Нина Семеновна — активист, военный;
26. Перевалов Александр Константинович — политик;
27. Подпругин Георгий Георгиевич — бизнесмен;
28. Пухленкина Хиония Петровна — работник народного образования Ханты-Мансийского автономного округа и общественный деятель, депутат Верховного Совета СССР II, III, IV созывов (1946—1958);
29. Редькин Евгений Леонидович — советский и белорусский биатлонист, олимпийский чемпион и чемпион мира;
30. Романица Василий Иванович — полицейский;
31. Семенов Владимир Семенович — директор Благотворительного Фонда «Во имя Воскресения Христова»;
32. Слепцова Светлана Юрьевна — спортсмен, чемпион зимних Олимпийских игр 2010 года по биатлону;
33. Созонов Юрий Георгиевич — учитель, директор средней школы № 1;
34. Судейкин Валерий Михайлович — глава города в 2001, 2006 годах;
35. Тарханов Андрей Семенович — мансийский поэт;
36. Тебетев Митрофан Алексеевич — художник;
37. Улитин Олег Николаевич — инспектор окружного Комитета народного контроля, заслуженный деятель в сфере социально-экономической политики и местного самоуправления;
38. Филипенко Александр Васильевич — первый губернатор ХМАО-Югры;
39. Хохлова Александра Архиповна — мастер рыбосырьевого цеха рыбоконсервного комбината;
40. Черин Виктор Алексеевич — спортсмен;
41. Чистова Любовь Александровна — юрист, заслуженный юрист Российской Федерации;
42. Шагут Кузьма Степанович — рыбак, директор подсобного хозяйства Ханты-Мансийского Горрыбкоопа (ОМК);
43. Экономова Анна Степановна — учитель[19];.